# Cees Doesburg
Cees Doesburg (Rotterdam, 25 juni 1941) is een Nederlands voormalig voetballer. Doesburg speelde voor Sparta Rotterdam en Fortuna Vlaardingen. 
Doesburg maakte op 14 mei 1961 zijn debuut voor Sparta Rotterdam in de met 3-1 verloren bekerwedstrijd tegen HVC.
Hij is de broer van Pim Doesburg.